# Werner Lampert
Werner Lampert (* 7. Oktober 1946 in Feldkirch) ist Unternehmer und Buchautor. Er wird als „Pionier“ für Bio-Produkte bezeichnet.

## Leben
Werner Lampert ist gelernter Kirchenrestaurator und studierte Altorientalistik. Seit Mitte der 60er Jahre beschäftigt er sich mit biologisch-dynamischer Landwirtschaft und Anthroposophie. Laut Eigendarstellung ist es Lamperts Ziel, „Bio in Verbindung mit Nachhaltigkeit zu etablieren und hochwertige Produkte zu entwickeln, die nachhaltig hergestellt werden und deren Entstehung lückenlos nachvollziehbar ist“.
Anfang der 80er Jahre baute er in Wien einen Großhandel für biologische Lebensmittel auf. Für den Handelskonzern Billa entwickelte er 1994 die Bio-Marke Ja! Natürlich und war neun Jahre lang für die Markenführung und die Entwicklung von Qualitätsstandards zuständig. 2006 entwickelte er die Bio-Eigenmarke Zurück zum Ursprung für die Handelskette Hofer. 2022 wurde die Bio-Eigenmarke retour aux sources für die Handelskette Aldi Suisse eingeführt. Lampert verwaltet den biologischen Csardahof in Pama im Burgenland.
Die Republik Österreich drückte ihre hohe Wertschätzung für Werner Lamperts Leistungen im Juli 2019 aus. Bundespräsident Alexander Van der Bellen verlieh ihm den Berufstitel Professor.